# آرچی رابرتسون
آرچی رابرتسون (انگلیسی: Archie Robertson; ۱۵ سپتامبر ۱۹۲۹ – ۲۸ ژانویهٔ ۱۹۷۸) بازیکن و مربی فوتبال اهل اسکاتلند بود.
وی همچنین در تیم ملی فوتبال اسکاتلند بازی کرده‌است.